# Joe Diffie
Joe Logan Diffie (Tulsa, 28 dicembre 1958 – Nashville, 29 marzo 2020) è stato un cantante statunitense, esponente di musica country.

## Biografia
Nel 1998 vinse un Grammy Award nella categoria "Best Country Collaboration with Vocals" per Same Old Train con Marty Stuart.
Diffie morì nel 2020 all'età di 61 anni per complicazioni da COVID-19.

## Discografia

### Album in studio
- 1990 - A Thousand Winding Roads
- 1992 - Regular Joe
- 1993 - Honky Tonk Attitude
- 1994 - Third Rock from the Sun
- 1995 - Mr. Christmas
- 1995 - Life's So Funny
- 1997 - Twice Upon a Time
- 1999 - A Night to Remember
- 2001 - In Another World
- 2004 - Tougher Than Nails
- 2010 - Homecoming: The Bluegrass Album
- 2013 - All in the Same Boat (con Sammy Kershaw e Aaron Tippin)

### Raccolte
- 1998 - Greatest Hits
- 2002 - 16 Biggest Hits
- 2002 - Super Hits
- 2003 - The Essential Joe Diffie
- 2009 - The Ultimate Collection
- 2011 - Playlist: The Very Best of Joe Diffie